# Cinquième République (France)
Pour les articles homonymes, voir Cinquième République.
Pour un article plus général, voir France.
 (mars 2025).
Depuis le 4 octobre 1958
(66 ans, 10 mois et 2 jours)
Entités précédentes :
- Quatrième République

La Cinquième République, ou Ve République, est le régime politique républicain et démocratique actuellement en vigueur en France depuis le 4 octobre 1958. Elle succède à la Quatrième République, qui avait été instaurée en 1946. Elle marque une rupture par rapport à la tradition parlementaire de la République française dans la volonté de renforcer le rôle du pouvoir exécutif. Elle est régie par la Constitution du 4 octobre 1958, approuvée à une très large majorité par voie référendaire le 28 septembre précédent. Elle est mise en place par Charles de Gaulle, qui en est élu premier président.
Ce régime est qualifié de régime parlementaire à exécutif fort ou de régime semi-présidentiel. Le rôle central du président de la République est consolidé par la légitimité découlant de son élection au suffrage universel direct, instaurée par référendum en 1962, ainsi que par la concordance de son mandat et de ceux des députés depuis 2002, à la suite du référendum constitutionnel de 2000.

## Mise en place

### Le projet initial de Michel Debré
L'évènement déclencheur de la crise de mai 1958 en France est le putsch d'Alger mené par une fraction de l'armée et de civils. Les putschistes en appellent au retour au pouvoir du général Charles de Gaulle. Nommé président du Conseil le 1er juin 1958, il obtient du Parlement, deux jours plus tard, l'autorisation de faire procéder à la rédaction d'une nouvelle Constitution. Tandis que celle de 1946 avait été préparée par une Assemblée constituante élue à cet effet, la Constitution de 1958 est rédigée sous l'autorité du Gouvernement par une équipe conduite par Michel Debré (Garde des Sceaux et futur Premier ministre). Le projet est alors approuvé par référendum (82,60 % de « Oui ») le 28 septembre 1958, et devient la Constitution du 4 octobre 1958, souvent appelée Constitution de la Cinquième République.
Des juristes ont argué que la mise en place de la Cinquième République s'est opérée selon une procédure non constitutionnelle et doit être considérée comme un coup d'État : en effet, la Quatrième République ne prévoyait pas la possibilité de modifier la Constitution par référendum. Certes, cette loi constitutionnelle prévoit une révision de la constitution « par dérogation aux dispositions de son article 90 ». Toutefois, en général, on[Qui ?] considère que l'exercice du « droit souverain du peuple à disposer de lui-même », exprimé pour l'occasion par voie référendaire, prévaut sur le texte constitutionnel.
En vertu de la loi constitutionnelle du 3 juin 1958, le Parlement a exigé que le projet de Constitution respecte cinq principes. « Seul le suffrage universel est la source du pouvoir », ce qui excluait de facto l'idée d'une chambre socioprofessionnelle composée de délégués des organisations patronales, syndicales et des associations, projet défendu par de Gaulle dans son discours de Bayeux en 1946. Le texte doit également respecter le principe de la séparation des pouvoirs et celui de la responsabilité du Gouvernement devant le Parlement, trait distinctif du régime parlementaire. L'indépendance de l'autorité judiciaire doit être garantie, et enfin « doivent être organisés les rapports de la République avec les peuples qui lui sont associés ».
La Cinquième République accorde un pouvoir plus important au président de la République que le régime précédent. Dans son discours devant le Conseil d'État, le 27 août 1958, Michel Debré indique que son Gouvernement entend « rénover le régime parlementaire » et se dit « même tenté de dire qu'il veut l'établir, car pour de nombreuses raisons, la République n'a jamais réussi à l'instaurer ». Il indique que le « président de la République doit être la clé de voûte de notre régime parlementaire », c'est-à-dire un arbitre efficace susceptible d'intervenir pour assurer le bon fonctionnement des pouvoirs publics lorsque celui-ci est menacé. Au moyen de ses « pouvoirs propres », c'est-à-dire ses pouvoirs discrétionnaires dont personne n'endosse la responsabilité car non soumis à contreseing ministériel (innovation majeure de la Constitution du 4 octobre 1958), il peut dégager les voies de la résolution d'un conflit compromettant le fonctionnement des pouvoirs publics. En ce sens, « le président de la République, comme il se doit, n'a pas d'autre pouvoir que celui de solliciter un autre pouvoir ». Cet arbitrage présidentiel renforcé s'inscrit dans le cadre du projet de rationalisation du parlementarisme porté par Michel Debré et qui est conçu pour permettre au Gouvernement d'assurer sa mission même en l'absence d'une majorité absolue parlementaire stable et disciplinée. Effectivement, « parce qu'en France la stabilité gouvernementale ne peut résulter d'abord de la loi électorale, il faut qu'elle résulte au moins en partie de la réglementation constitutionnelle, et voilà qui donne au projet son explication décisive et sa justification historique ». Cependant, le fait majoritaire et la conception extensive que les présidents vont avoir de leurs pouvoirs modifieront profondément l'équilibre du régime au profit du pouvoir exécutif.
En outre, la Constitution votée 1958 introduit une nouveauté dans le mode d'élection du président de la République, auparavant élu par la réunion de l'Assemblée nationale et du Sénat. Le souvenir de l'élection laborieuse de 1954, où il avait fallu pas moins de treize tours de scrutin pour que députés et sénateurs s'accordent sur la candidature de René Coty, est resté dans les mémoires. Aussi la Constitution confie-t-elle dans un premier temps le soin d'élire le président de la République à un collège d'environ 80 000 grands électeurs (députés, sénateurs, conseillers généraux, maires et délégués des conseils municipaux). Ce système n'est utilisé qu'une seule fois, le 21 décembre 1958, pour l'élection de Charles de Gaulle.

### Vers l'élection du président au suffrage universel direct
Un référendum est organisé en 1962 par le président de Gaulle en application de l'article 11 de la Constitution pour modifier le mode d'élection du président de la République. Il introduit le principe de l'élection au suffrage universel direct. Le premier scrutin de ce type a lieu en 1965 et se conclut par la réélection de Charles de Gaulle.
Cette élection du président de la République au suffrage universel direct, couplée avec l'apparition du fait majoritaire, modifie profondément le fonctionnement des institutions : apparaissent les notions de « présidentialisation du pouvoir » et de « cohabitation ». Élu au suffrage universel direct, c'est-à-dire par le peuple directement, le président de la République bénéficie d'une légitimité démocratique en concurrence avec celle des députés de l'Assemblée nationale.
L’élection du président au suffrage universel conduit à la personnification du pouvoir. L’obligation de choisir entre deux candidats au second tour la promeut. Le scrutin majoritaire aux législatives incite les partis à construire des alliances préélectorales pour être représentés à l'Assemblée nationale et confirme la bipolarisation de la vie politique. La dissolution discrétionnaire renforce l’autorité du président et la discipline parlementaire. Le cumul de ces règles promeut la présidentialisation du régime. Il ne se retrouve que partiellement dans les autres démocraties européennes.
Évolution forte jusqu'au début des années 2000, la bipolarisation de la vie politique est en contradiction avec la volonté initiale du général de Gaulle[réf. nécessaire], qui entendait mettre fin à la prépondérance des partis.
Comme l'a résumé l'universitaire Bastien François : « Laisser s'établir, dans la dénégation, le « régime des partis », tel est le destin imprévu de nos institutions ».
Toutefois, cette bipolarisation est actuellement remise en cause par l'émergence de nouvelles dynamiques politiques tant au centre, qu'à droite et à gauche.

### L'équilibre des pouvoirs: nouvelles pratiques

Organigramme simplifié des institutions politiques de la.

La Ve République est un régime parlementaire doté d'un pouvoir présidentiel fort : le pouvoir exécutif collabore avec le pouvoir législatif dans le cadre d'un système de séparation souple des pouvoirs. À la différence du régime présidentiel (comme aux États-Unis ou au Mexique où les deux pouvoirs sont strictement séparés), en France, chaque pouvoir dispose sur l'autre d'un moyen de pression :
- l'Assemblée nationale peut renverser le Gouvernement (les deux seuls cas étant celui du premier Gouvernement Georges Pompidou le 5 octobre 1962, et celui du Gouvernement Michel Barnier le 4 décembre 2024, à la suite du vote d'une motion de censure) ;
- le président de la République peut dissoudre l'Assemblée nationale, après consultation du Premier ministre et du président de chacune des deux assemblées[10] (ce qui survient à six reprises : sous Charles de Gaulle le 9 octobre 1962 puis le 30 mai 1968, sous François Mitterrand le 22 mai 1981 puis le 14 mai 1988, sous Jacques Chirac le 21 avril 1997 et finalement sous Emmanuel Macron le 9 juin 2024).

La majorité des constitutionnalistes français considèrent que la Ve République est un régime parlementaire moniste puisque l'article 20 dispose que le Gouvernement est responsable devant le Parlement (plus précisément devant l'Assemblée nationale qui, en vertu des articles 49 et 50, est la seule des deux chambres à pouvoir renverser le Gouvernement), tandis que le président de la République n'exerce qu'une fonction d'arbitrage (article 5) sans pouvoir révoquer le Premier ministre. Effectivement, d'après l'article 8, le chef de l'État ne peut mettre fin aux fonctions du chef du Gouvernement que « sur présentation par celui-ci de la démission du gouvernement ».
Néanmoins, certains constitutionnalistes, à la suite de Maurice Duverger, ont estimé que la Cinquième République connaissait un mode de fonctionnement trop atypique au regard de celui des autres régimes parlementaires contemporains, notamment en raison de l'emprise exercée, en fait plus qu'en droit, par le chef de l’État sur le pouvoir exécutif. Duverger élabora alors la catégorie des « régimes semi-présidentiels », dans lesquels seraient combinés trois critères : la responsabilité gouvernementale devant le Parlement, l'élection du chef de l’État au suffrage universel direct et la détention par le chef de l’État de pouvoirs propres non soumis à contreseing ministériel. La Cinquième République voisinerait alors avec la République de Weimar, la Finlande, le Portugal, l'Autriche et l'Irlande. Cette conception est néanmoins sérieusement critiquée par de nombreux auteurs du fait de son flou et de la marginalité de son observation.
Sous l'impulsion de Charles de Gaulle et en raison du contexte de crise dans laquelle la Ve République s'est établie, le président de la République s'est érigé en chef du pouvoir exécutif. C'est sur la demande expresse du chef de l'État que le Premier ministre Michel Debré remet sa démission en avril 1962. Il est alors remplacé par Georges Pompidou qui est un ancien collaborateur du général de Gaulle. Cette tendance au renforcement des pouvoirs du président de la République bien au-delà de sa seule fonction d'arbitrage est confirmée à l'automne 1962 avec la révision de l'article 6 de la Constitution instituant l'élection présidentielle au suffrage universel direct. Dès lors, en période de concordance des majorités présidentielle et parlementaire, la Ve République prend l'allure d'un régime parlementaire dualiste dans lequel le Premier ministre est responsable également, en fait mais pas en droit, devant le chef de l'État qui peut l'inciter à démissionner (ce fut le cas par exemple pour Jacques Chaban-Delmas, Pierre Mauroy, Édith Cresson, Michel Rocard, Jean-Pierre Raffarin et Élisabeth Borne). Sur le plan formel, il n'y a jamais révocation du Premier ministre par le président.
Cependant, la majorité des constitutionnalistes français considère que les régimes dits « semi-présidentiels » ne constituent qu'une sous-variante de la famille des régimes parlementaires, dès lors que le Gouvernement y est responsable devant le Parlement. Ultra-minoritaire au sein de la doctrine, la constitutionnaliste Marie-Anne Cohendet, par exemple, les a dénommés « régimes parlementaires bireprésentatifs ».
Lorsque les majorités parlementaire et présidentielle sont antagonistes (cohabitation), le Gouvernement n'est plus lié au président mais seulement au Parlement au sein duquel il puise sa légitimité. On en revient à une lecture moniste de la Constitution bien que le chef de l'État conserve de façon coutumière un droit de regard sur le « domaine réservé » (affaires étrangères et militaires) qui tend à devenir alors un « domaine partagé » (c'est pourquoi les deux têtes de l'exécutif se présentent ensemble dans les sommets internationaux). Pour le reste, et conformément à l'article 20, le Gouvernement détermine librement et conduit la politique de la nation. Il y a eu jusqu'à présent trois périodes de cohabitation : les deux premières durant les mandats de François Mitterrand, entre 1986 et 1988, puis entre 1993 et 1995, et la troisième sous la présidence de Jacques Chirac entre 1997 et 2002. Les périodes de cohabitation restent cependant relativement marginales dans l'histoire du régime (neuf ans au total). La Constitution de 1958 laisse suffisamment de liberté d'interprétation pour que le pouvoir y reste aussi stable qu'en période de concordance des majorités présidentielle et parlementaire, même si la collaboration entre chef de l'État et Premier ministre ne se fait pas toujours sans quelques heurts (comme en témoigne le refus du président Mitterrand de signer des ordonnances relatives à des privatisations auxquelles il était opposé le 14 juillet 1986).

Les institutions de la Ve République

## Les pouvoirs de  la République

### Président de la République

#### Élection
Le président est élu au suffrage universel direct depuis la réforme constitutionnelle de 1962. Depuis le référendum sur le quinquennat présidentiel demandé par Jacques Chirac en 2000, le président de la République est élu pour cinq ans, contre sept ans antérieurement. Depuis la loi constitutionnelle du 23 juillet 2008, il ne peut exercer plus de deux mandats consécutifs.
En cas de vacance du pouvoir, les fonctions de président de la République française sont assurées par le président du Sénat, ce qui est arrivé en 1969, à la suite de la démission de Charles de Gaulle et en 1974, à la mort de Georges Pompidou, tous deux alors remplacés par Alain Poher.

#### Pouvoirs
L'élection du président de la République au suffrage universel direct confère à celui-ci une légitimité politique considérable. Mais de plus la Constitution attribue au président de la République des pouvoirs propres qui rompent avec le rôle principalement honorifique qui lui était attribué sous la IIIe République et la IVe République.
En effet, la Constitution du 4 octobre 1958 prévoit que le président dispose à la fois de pouvoirs soumis au contreseing ministériel (« pouvoirs partagés ») et d'autres qui ne le sont pas (« pouvoirs propres ») :
Les pouvoirs dispensés de contreseing sont explicitement nommés à l'article 19 de la Constitution :
- nommer aux fonctions du Premier ministre ;
- mettre fin aux fonctions du Premier ministre sur présentation par celui-ci de la démission du Gouvernement (article 8 alinéa 1, C), selon une coutume instaurée par les premiers Présidents de la République[C'est-à-dire ?] ;
- organiser un référendum (article 11) sur proposition, du Gouvernement ou, conjointe des deux assemblées ;
- dissoudre l'Assemblée nationale (article 12) ;
- et dans certaines circonstances de menace grave et immédiate (atteinte à l'intégrité du territoire, de l'indépendance de la Nation, interruption du fonctionnement régulier des pouvoirs publics, etc.), celui-ci peut endosser des pouvoirs exceptionnels (article 16) qui lui permettent de cumuler tous les pouvoirs (exécutif, judiciaire, législatif) en vue de mettre un terme à la menace. Cet article est applicable sous réserve que soient remplies certaines conditions prévues par les textes (avis du Premier ministre, des présidents de l'Assemblée nationale, du Sénat et du conseil constitutionnel), et les conditions prévues ci-dessus ;
- saisir le Conseil constitutionnel de la constitutionnalité d'une loi (article 61) ou d'un traité (article 54), tout comme en nommer trois de ses membres, dont le président article 56).

Pour les pouvoirs soumis à contreseing ministériel :
- nommer et mettre fin aux fonctions des membres du Gouvernement (article 8 alinéa 2) ;
- promulguer la loi (article 10) ;
- signer les décrets et ordonnances (article 13 alinéa 1) ;
- nommer aux emplois civils et militaires (article 13 alinéas 2, 3 et 4) ;
- exercer son droit de grâce (article 17) ;
- ouvrir et clore les sessions extraordinaires du Parlement (article 30) ;
- réviser la Constitution par la voie parlementaire ou par la voie d'un référendum (article 89).

Autres pouvoirs du président :
- au titre de l'article 15 de la Constitution, il est le chef des armées, prérogative traditionnelle depuis 1791. Il est aujourd'hui la seule autorité en matière de dissuasion nucléaire[réf. nécessaire] ;
- au titre de l'article 9, il préside le Conseil des ministres ; en sa qualité de garant de l'indépendance de l'autorité judiciaire il préside le Conseil supérieur de la magistrature (article 65). Enfin, il préside de droit, les conseils et les comités supérieurs de la défense nationale (article 15).

#### Liste des présidents de laVeRépublique
La Constitution est promulguée le 4 octobre 1958 (après avoir été approuvée par le référendum du 28 septembre 1958).
Le dernier président de la IVe République, René Coty, reste président sous la Ve République du 4 octobre 1958 au 8 janvier 1959 mais, par convention, il n’est pas considéré comme le premier président de ce nouveau régime.
Son successeur est le dernier président du Conseil de la IVe République, le général de Gaulle, dont la personnalité et le fait qu'il ait obtenu les pleins pouvoirs de l'Assemblée le 2 juin 1958 occultent, durant cette phase de mise en place des nouvelles institutions, les fonctions du président en exercice.
1. Charles de Gaulle : 8 janvier 1959 – 28 avril 1969. Le 21 décembre 1958, il est le premier président élu sous la Ve République et obtient 78,51 % des voix au suffrage universel indirect au premier tour (collège de grands électeurs). À l'élection présidentielle suivante, la première au suffrage universel direct, il est réélu au second tour le 19 décembre 1965 avec 55,20 % des suffrages exprimés, en battant François Mitterrand (15,68 % d'abstention)[15]. Il démissionne à la suite de l'échec du référendum du 27 avril 1969.
  - Alain Poher, par intérim : 28 avril 1969 – 20 juin 1969. Il exerce les fonctions de président par intérim en raison de la démission de son prédécesseur en sa qualité de président du Sénat.
2. Georges Pompidou : 20 juin 1969 – 2 avril 1974 (décédé en cours de mandat). Il est élu au second tour avec 58,21 % des suffrages exprimés à l'élection du 15 juin 1969 face à Alain Poher (31 % d'abstention).
  - Alain Poher, nouvel intérim : 2 avril 1974 – 27 mai 1974, à la suite de la mort de Georges Pompidou.
3. Valéry Giscard d'Estaing : 27 mai 1974[16] – 21 mai 1981. Il est élu au second tour de l'élection du 19 mai 1974 avec 50,81 % des suffrages exprimés (12 % d'abstention) devant François Mitterrand.
4. François Mitterrand : 21 mai 1981 – 17 mai 1995. Il obtient 51,76 % des suffrages exprimés au second tour de l'élection du 10 mai 1981 (14 % d'abstention) contre Valéry Giscard d'Estaing. Il est réélu le 8 mai 1988 avec 54,01 % des suffrages exprimés (15,8 % d'abstention) en devançant Jacques Chirac. Il est le premier président à avoir été élu deux fois au suffrage universel direct.
5. Jacques Chirac : 17 mai 1995 – 16 mai 2007. Il est élu avec 52,64 % des suffrages exprimés le 7 mai 1995 et bat Lionel Jospin (20,34 % d'abstention). Il est réélu le 5 mai 2002 avec 82,21 % des suffrages exprimés (20,29 % d'abstention) en devançant Jean-Marie Le Pen.
6. Nicolas Sarkozy : 16 mai 2007 – 15 mai 2012. Il est élu avec 53,06 % des suffrages exprimés au second tour de l'élection du 6 mai 2007 (face à Ségolène Royal) (16,03 % d'abstention). Il est le seul président de la Cinquième République à n'avoir eu qu'un seul Premier ministre à l'issue de son mandat.
7. François Hollande : 15 mai 2012 – 14 mai 2017. Il est élu avec 51,64 % des suffrages exprimés au second tour de l'élection du 6 mai 2012 (face à Nicolas Sarkozy) (19,65 % d'abstention). Il est le premier président de la Cinquième République à renoncer à briguer un second mandat.
8. Emmanuel Macron : depuis le 14 mai 2017. Il est élu avec 66,10 % des suffrages exprimés au second tour de l'élection du 7 mai 2017 (face à Marine Le Pen) (25,44 % d'abstention). Il est le plus jeune président de l'histoire de la République française, âgé de 39 ans au début de son mandat. Il est réélu le 24 avril 2022 avec 58,55 % des suffrages exprimés en devançant de nouveau Marine Le Pen (28,01 % d'abstention).

| Personnage                                              | Portrait  | Durée du/des mandat(s)       | Dates |           |
| Septennat                                               | Septennat | Septennat                    | Septennat | Septennat |
| ------------------------------------------------------- | --------- | ---------------------------- | --- | --------- |
| Charles de Gaulle (1890-1970)                           |           | 10 ans, 3 mois et 21 jours   | Premier mandat (7 ans) : 8 janvier 1959 - 8 janvier 1966 (7 ans, 0 mois, 0 jour) Second mandat (7 ans - démission du mandat) : 8 janvier 1966 - 29 avril 1969 (3 ans, 3 mois, 21 jours)                             |           |
| Alain Poher (1909-1996)                                 |           | 1 mois et 23 jours           | Prise de fonction par intérim (selon les dispositions légales de la Constitution de 1958) d'Alain Poher (Président du Sénat) à la suite de la démission du Président de la République française, Charles de Gaulle. |           |
| Georges Pompidou (1911-1974)                            |           | 4 ans, 9 mois et 13 jours    | Premier mandat (7 ans - décès en fonction) : 20 juin 1969 - 2 avril 1974 (4 ans, 9 mois, 13 jours) |           |
| Alain Poher (1909-1996)                                 |           | 1 mois et 25 jours           | Prise de fonction par intérim (selon les dispositions légales de la Constitution de 1958) d'Alain Poher (Président du Sénat) à la suite du décès du Président de la République française, Georges Pompidou.         |           |
| Valéry Giscard d'Estaing (1926-2020)                    |           | 6 ans, 11 mois et 25 jours   | Premier mandat (7 ans) : 27 mai 1974 - 21 mai 1981 (6 ans, 11 mois, 25 jours) |           |
| François Mitterrand (1916-1996)                         |           | 13 ans, 11 mois, et 28 jours | Premier mandat (7 ans) : 21 mai 1981 - 21 mai 1988 (7 ans, 0 mois, 0 jour) Second mandat (7 ans) : 21 mai 1988 - 17 mai 1995 (6 ans, 11 mois, 28 jours)                                                             |           |
| Septennat puis quinquennat (dès 2000, appliqué en 2002) |           |                              | |           |
| Jacques Chirac (1932-2019)                              |           | 11 ans, 11 mois et 30 jours  | Premier mandat (7 ans) : 17 mai 1995 - 16 mai 2002 (6 ans, 11 mois, 30 jours) Second mandat (5 ans) : 16 mai 2002 - 16 mai 2007 (5 ans, 0 mois, 0 jour)                                                             |           |
| Nicolas Sarkozy (né en 1955)                            |           | 4 ans, 11 mois et 29 jours   | Premier mandat (5 ans) : 16 mai 2007 - 15 mai 2012 (4 ans, 11 mois, 29 jours) |           |
| François Hollande (né en 1954)                          |           | 4 ans, 11 mois et 29 jours   | Premier mandat (5 ans) : 15 mai 2012 - 14 mai 2017 (4 ans, 11 mois, 29 jours) |           |
| Emmanuel Macron (né en 1977)                            |           | Mandat en cours depuis 2017  | Premier mandat (5 ans) : 14 mai 2017 - 14 mai 2022 (5 ans, 0 mois, 0 jour) Second mandat (5 ans) : 14 mai 2022 - en cours (? ans, ? mois, ? jours)                                                                  |           |

### Gouvernement
Il revient au Gouvernement de « déterminer et conduire la politique de la Nation », selon les termes de l’article 20 de la Constitution de 1958.

#### Position du Gouvernement dans l'équilibre des pouvoirs
Le Gouvernement est responsable devant le Parlement qui peut donc le renverser. En cas de majorité présidentielle au pouvoir le Gouvernement suit habituellement (sans y être formellement tenu) les orientations suggérées par le président de la République mais dans le cas inverse dit de « cohabitation » (c'est-à-dire de présence en majorité à l'Assemblée d'une formation dont les choix politiques sont différents de ceux du président en exercice), le Gouvernement constitué définit la politique générale du pays sans tenir compte des orientations du président. Le président reste néanmoins garant du respect de la Constitution.

#### Liste des ministères du Gouvernement actuel
| Ministère                                                    | Lieu                        |
| ------------------------------------------------------------ | --------------------------- |
| Économie, Finances et Souveraineté industrielle et numérique | Bercy                       |
| Intérieur et Outre-mer                                       | Hôtel de Beauvau            |
| Europe et Affaires étrangères                                | Quai d'Orsay                |
| Justice                                                      | Hôtel de Bourvallais        |
| Armées                                                       | Hôtel de Brienne            |
| Travail, Plein emploi et Insertion                           | Hôtel du Châtelet           |
| Éducation nationale et Jeunesse                              | Hôtel de Rochechouart       |
| Enseignement supérieur et Recherche                          | rue Descartes               |
| Agriculture et Souveraineté alimentaire                      | Hôtel de Villeroy           |
| Transition écologique et Cohésion des territoires            | Hôtel de Roquelaure         |
| Culture                                                      | Palais-Royal                |
| Solidarités et Santé                                         | avenue Duquesne             |
| Santé et Prévention                                          | avenue Duquesne             |
| Solidarités, Autonomie et Personnes handicapées              | avenue Duquesne             |
| Transformation et Fonction publiques                         | Hôtel de Rothelin-Charolais |
| Sports et Jeux Olympiques et Paralympiques                   | Avenue de France            |

#### Chronologie des Gouvernements de laVeRépublique
Frise chronologique du pouvoir exécutif de la Cinquième République française

### Parlement
D'après l'article 24 de la Constitution : « Le Parlement vote la loi. Il contrôle l'action du Gouvernement. Il évalue les politiques publiques. »

#### Composition
Le Parlement est constitué de l'Assemblée nationale, composée de 577 députés, et du Sénat, composé de 348 sénateurs.
Les députés sont élus pour cinq ans au suffrage universel direct par un scrutin uninominal majoritaire à deux tours, à l'exception de l'année 1986 qui a accueilli une élection législative au scrutin proportionnel dans le cadre des départements.
Les sénateurs sont élus pour six ans au suffrage indirect par les « grands électeurs » (députés, conseillers généraux, conseillers régionaux et les délégués des conseils municipaux).
Le Sénat est renouvelé par moitié tous les trois ans. Avant l'adoption de la loi no 2003-697 du 30 juillet 2003, le mandat des sénateurs était de neuf ans, et le renouvellement s'effectuait par tiers, tous les trois ans, jusqu'en 2008 inclus.

#### Compétences
Les domaines de compétence du Parlement sont énumérés principalement à l'article 34 de la Constitution. L'initiative des lois revient concurremment au Gouvernement (projet de loi) et au Parlement (proposition de loi). Au moyen de la loi, ce dernier fixe l'ensemble des règles concernant :
- Les droits civiques et les garanties fondamentales accordées aux citoyens pour l'exercice des libertés publiques ; la liberté, le pluralisme et l'indépendance des médias ; les sujétions imposées par la Défense Nationale aux citoyens en leur personne et en leurs biens ;
- La nationalité, l'état et la capacité des personnes, les régimes matrimoniaux, les successions et libéralités ;
- La détermination des crimes et délits ainsi que les peines qui leur sont applicables ; la procédure pénale ; l'amnistie ; la création de nouveaux ordres de juridiction et le statut des magistrats ;
- L'assiette, le taux et les modalités de recouvrement des impositions de toutes natures ; le régime d'émission de la monnaie.
- Le régime électoral des assemblées parlementaires, des assemblées locales et des instances représentatives des Français établis hors de France ainsi que les conditions d'exercice des mandats électoraux et des fonctions électives des membres des assemblées délibérantes des collectivités territoriales ;
- La création de catégories d'établissements publics ;
- Les garanties fondamentales accordées aux fonctionnaires civils et militaires de l'État ;
- Les nationalisations d'entreprises et les transferts de propriété d'entreprises du secteur public au secteur privé.

Le Parlement détermine aussi les principes fondamentaux :
- De l'organisation générale de la Défense Nationale ;
- De la libre administration des collectivités territoriales, de leurs compétences et de leurs ressources ;
- De l'enseignement ;
- De la préservation de l'environnement ;
- Du régime de la propriété, des droits réels et des obligations civiles et commerciales ;
- Du droit du travail, du droit syndical et de la sécurité sociale.

Par ailleurs, le Parlement vote :
- Les lois de finances, qui déterminent les ressources et les charges de l'État dans les conditions et sous les réserves prévues par une loi organique ;
- Les lois de financement de la sécurité sociale, qui déterminent les conditions générales de son équilibre financier et, compte tenu de leurs prévisions de recettes, fixent ses objectifs de dépenses, dans les conditions et sous les réserves prévues par une loi organique ;
- Des lois de programmation, qui déterminent les objectifs de l'action de l'État ;
- Les orientations pluriannuelles des finances publiques, qui sont définies par des lois de programmation. Elles s'inscrivent dans l'objectif d'équilibre des comptes des administrations publiques.

Tout objet qui échappe à ce champ de compétence relève par défaut du pouvoir exécutif.

#### Relations entre les deux assemblées législatives
La Constitution prévoit les modalités d'arbitrage entre l'Assemblée nationale et le Sénat. En cas de désaccord entre les deux assemblées, le Premier ministre (en cas de loi proposée par le Gouvernement) ou les présidents des deux assemblées (en cas de loi proposée par le Parlement) peuvent demander la composition d'une commission mixte paritaire. En cas d'échec de cette commission, le Premier ministre peut demander à l'Assemblée nationale de décider en dernier ressort.

### Autres organes

#### Conseil économique, social et environnemental
Le Conseil économique, social et environnemental (CESE) est une assemblée constitutionnelle française composée de représentants sociaux (patronat, syndicats, associations).
Le CESE a une fonction consultative, optionnelle ou obligatoire dans le cadre du processus législatif, cette assemblée permet la représentation au niveau national des organisations professionnelles et la communication entre les différents acteurs de l’économie. Son siège est situé au palais d'Iéna à Paris.

#### Défenseur des droits
En France, le Défenseur des droits (DDD) est une autorité administrative indépendante, dont l’existence est prévue par la Constitution depuis la révision constitutionnelle du 23 juillet 2008.
Nommé par le président de la République pour un mandat de six ans non renouvelable, le Défenseur des droits est chargé de défendre les droits des citoyens non seulement face aux administrations (personne dite ombudsman), mais dispose également de prérogatives particulières en matière de promotion des droits de l'enfant, de lutte contre les discriminations, du respect de la déontologie des activités de sécurité et d’orientation et protection des lanceurs d’alerte.

## Application et évolution des institutions

### Contrôle du respect des dispositions de la constitution
La Constitution de 1958 instaure un Conseil constitutionnel chargé de vérifier la conformité des lois avec la Constitution ainsi que la régularité de certaines opérations électorales. Les possibilités de saisine de cette instance ont été de plus en plus nombreuses, car élargies à partir de 1974 aux parlementaires puis à partir de 2008 à l'ensemble des citoyens (Question prioritaire de constitutionnalité).
Parmi les récentes décisions importantes du Conseil constitutionnel, les suivantes sont les plus importantes :
- l'invalidation d'un certain nombre de dispositions de la loi de finances pour 2013 votée par la majorité parlementaire socialiste, au regard du respect de l'égalité entre contribuables et de la capacité contributive des contribuables ainsi que de la protection des contribuables contre l'effet rétroactif des lois ;
- l'invalidation des comptes de la campagne présidentielle du président UMP sortant Nicolas Sarkozy en 2012 pour non-respect du Code électoral.

### Modifications de la Constitution
Deux situations doivent être distinguées :
- soit le parlement est à l'origine de la révision et la ratification se fait obligatoirement par référendum ;
- soit l'exécutif en est à l'origine et le président de la République a le choix entre :
  - la ratification par référendum,
  - la ratification par le Congrès, réunion des députés et des sénateurs qui doivent voter le projet à la majorité des trois cinquièmes.

## La politique française depuis 1958
L’Histoire de la France sous la Cinquième République correspond à l'Histoire actuelle de la France. Lors du référendum du 28 septembre 1958, la nouvelle constitution est adoptée, et la Cinquième République officiellement proclamée le 4 octobre 1958.
Dans ce régime politique régime semi-présidentiel, le pouvoir exécutif est détenu essentiellement par le président de la République et qu'il partage avec le Premier ministre et le gouvernement qu'il a nommé. C'est un régime politique typiquement français car très rare dans le monde ; ce régime a la réputation d'être à la fois très stable et très souple.
Charles de Gaulle, élu président de la République le 21 décembre 1958, réélu en 1965 face à François Mitterrand, demeure président jusqu'en 1969, date à laquelle l'ancien premier ministre Georges Pompidou lui succède. Les gouvernements successifs appliquaient généralement le programme gaulliste d'indépendance nationale, de modernisation d'une manière interventionniste, avec des élections libres, mais l'État avait le monopole et le contrôle des émissions de radio et des émissions de télévision et cherchait à imposer son point de vue[réf. nécessaire] sur l'actualité. La politique sociale de De Gaulle était foncièrement conservatrice.
À la mort de ce dernier en 1974, Valéry Giscard d'Estaing, candidat de centre-droit, est élu chef de l'État face à François Mitterrand, candidat de l'Union de la gauche. La période de la fin des années 1960 et du début des années 1970 sont notamment marquées par Mai 68, une série de grèves de travailleurs et de révoltes d'étudiants, et par la fin des Trente Glorieuses. 
En 1981, François Mitterrand est élu président de la République, battant le chef de l'État sortant Valéry Giscard d'Estaing et ramenant la gauche au pouvoir pour la première fois depuis la Quatrième République. En 1981, François Mitterrand est élu avec un programme de réformes de grande envergure, le Programme commun. Après s'être assuré une majorité au parlement à l'issue des élections législatives de la même année, son gouvernement mena un programme de réformes économiques et sociales. En 1983, la forte inflation et la crise économique menent à un revirement de la politique économique, connue sous le terme de « tournant de la rigueur » – le gouvernement de gauche s'est alors engagé dans des réformes de politique fiscale et de contrôle des dépenses, et de privatisation des principales banques françaises. Bien que la majorité des nationalisations aient été annulées dès 1984, ou par les gouvernements suivants (de gauche comme de droite), les réformes sociales entreprises ont été maintenues. En politique, le Parti communiste français entame un long déclin, tandis que le Front national constitue, à l'extrême droite, une nouvelle force. Après deux années de cohabitation durant lesquelles il doit travailler avec Jacques Chirac comme premier ministre, François Mitterrand est réélu en 1988 face à ce dernier. La persistance de problèmes sociaux, et notamment du chômage, entraînent en 1993 une nouvelle cohabitation, avec Édouard Balladur comme premier ministre. 
Ayant succédé à François Mitterrand en 1995, Jacques Chirac est confronté aux mêmes problèmes avant d'être lui-même contraint de cohabiter, durant cinq ans, avec Lionel Jospin comme premier ministre. En 2002, Jacques Chirac est réélu face à Jean-Marie Le Pen, après un premier tour qui aura vu l'élimination surprise de Lionel Jospin. En 2007, Nicolas Sarkozy succède à Jacques Chirac, après avoir battu Ségolène Royal lors de l'élection présidentielle. Il doit faire face à la crise financière de 2007-2008 venue des États-Unis.